# The Forum Shops at Caesars
The Forum Shops at Caesars – luksusowe centrum handlowe o powierzchni 59.100 m², połączone z Caesars Palace, leżące przy bulwarze Las Vegas Strip w Las Vegas, w stanie Nevada. Podobnie jak sam Caesars Palace, tak i wystrój The Forum Shops utrzymany jest w stylu Imperium Rzymskiego. Wnętrza wypełniają antyczne fontanny, statuy i fasady.

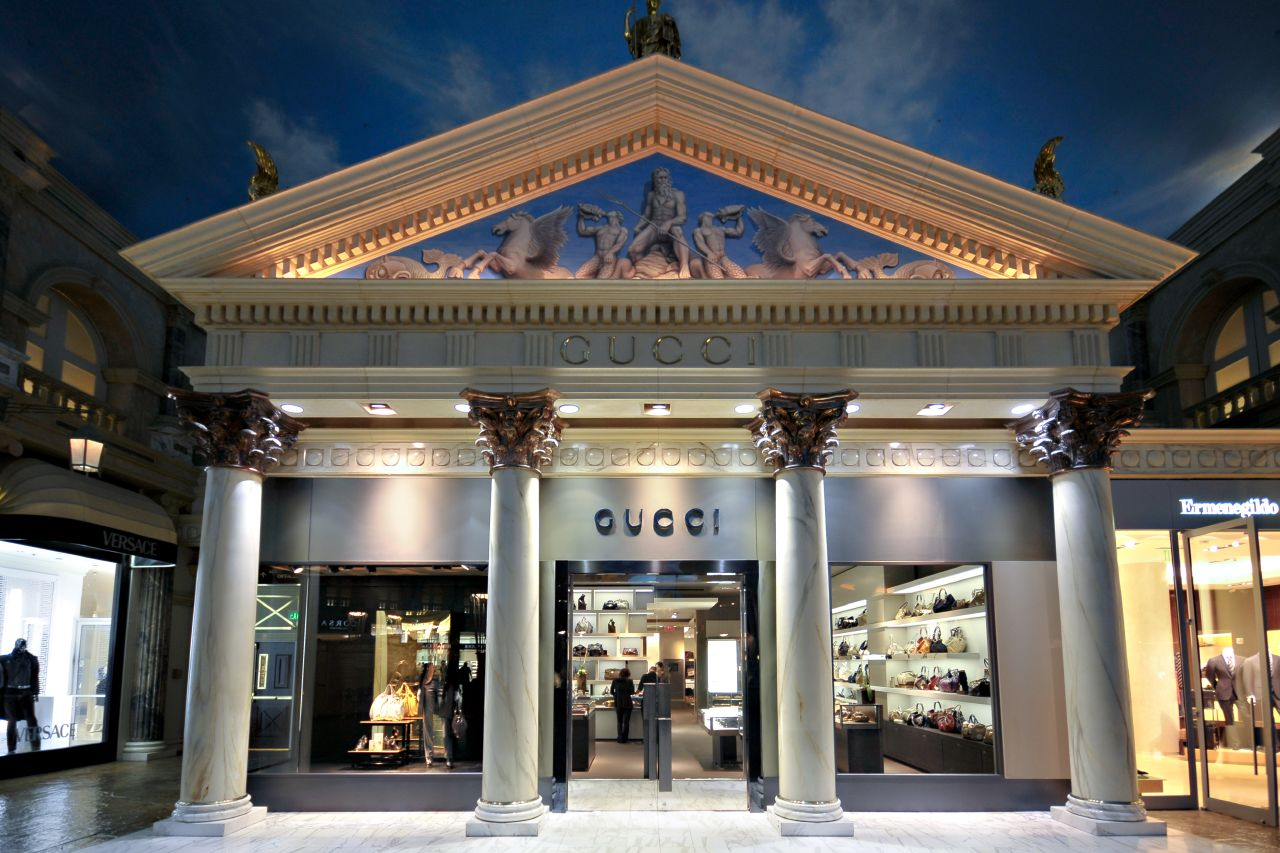
Butik domu mody Gucci w Forum Shops

The Forum Shops pod koniec lat 00. XXI wieku stanowiło najbardziej dochodowe centrum handlowe w Stanach Zjednoczonych (ze średnią wartością sprzedaży przypadającą na jeden kilometr kwadratowy wynoszącą ok. 1.400 dolarów), wyprzedzając słynne Rodeo Drive w Beverly Hills.
Obiekt liczy ponad 160 sklepów i butików haute couture, a także 15 restauracji. 
The Forum Shops otwarte jest każdego dnia, 24 godziny na dobę.

## Ekskluzywne butiki
The Forum Shops są siedzibą luksusowych butików, z których część, to jedyne oddziały danych marek na Zachodnim Wybrzeżu, poza tzw. Greater Los Angeles. Wśród nich są m.in.:
| - Agent Provocateur - Balenciaga - Bally - Calvin Klein - CH Carolina Herrera - Dolce & Gabbana - Elie Tahari - Emporio Armani - Fred Paris - Georg Jensen | - Intermix - John Varvatos - Judith Leiber - La Perla - Loro Piana - Nanette Lepore - Playboy - Ted Baker - Tod’s - Valentino |